# South El Monte
South El Monte ist eine Stadt im Los Angeles County im US-Bundesstaat Kalifornien der Vereinigten Staaten. Das U.S. Census Bureau hat bei der Volkszählung 2020 eine Einwohnerzahl von 19.567 ermittelt.
Das Stadtgebiet hat eine Größe von 7,5 km².